# Emoia rennellensis
Emoia rennellensis este o specie de șopârle din genul Emoia, familia Scincidae, descrisă de Brown 1991. Conform Catalogue of Life specia Emoia rennellensis nu are subspecii cunoscute.